# Laboratoire de la Musique
Laboratoire de la Musique – polski zespół muzyki dawnej, działający od 2009 w Bydgoszczy, specjalizujący się w wykonawstwie barokowej muzyki instrumentalnej oraz wokalno-instrumentalnej.

## Historia
Zespół Laboratoire de la Musique powstał w 2009. Muzycy spotkali się razem podczas studiów w Akademii Muzycznej w Bydgoszczy. Zespół współpracował z wieloma artystami i profesorami z Polski oraz zagranicy m.in. z Urszulą Bartkiewicz, Michaelem Schmidt-Casdorffem, Christine Schornsheim, Markusem Möllenbeckiem, Pauline Nobes, Martenem Rootem, Antonem Birulą, Nicolasem Parlem, Johannem Plietzschem, Jadwigą Rappé, Jacqueline Ross, Markiem Rzepką i Simonem Standagem.
Zespół koncertował m.in. w Warszawie, Toruniu, Bydgoszczy, Ostromecku oraz na festiwalach muzycznych w Dobrodzieniu i Krakowie.

## Repertuar
Ze względu na niestandardowy skład zespół posiada w repertuarze wiele oryginalnych i rzadko wykonywanych utworów, m.in. dzieła, które stworzyli Carl Philipp Emanuel Bach, Jan Sebastian Bach, Claude Balbastre, Heinrich Iganz Franz von Biber, Dario Castello, William Corbett, Francois Couperin, Godfrey Finger, Giovanni Battista Fontana, Girolamo Frescobaldi, Georg Friedrich Haendel, Jacques-Martin Hotteterre, Stefano Landi, Jean-Marie Leclair, Marin Marais, Claudio Monteverdi, Henry Purcell, Johann Joachim Quantz, Jean-Philippe Rameau, Alessandro Scarlatti, Heinrich Schütz, Alessandro Stradella, Giuseppe Tartini, Georg Philipp Telemann, Marco Uccellini, Johann Paul von Westhoff, Antonio Vivaldi.

## Nagrody
- III Nagroda na V Concorso di Musica Antica „Maurizio Pratola” L’Aquila (Włochy, 17 lipca 2015)
- I miejsce w konkursie zespołów muzyki dawnej, zatytułowanym Koncert na lunch, odbywającym się w ramach XII Międzynarodowego Festiwalu Bachowskiego w Świdnicy (lipiec 2011)
- II Nagroda oraz Nagrody Publiczności na 11. Międzynarodowym Konkursie im. Biagio Mariniego w Neuburgu (Niemcy, sierpień 2010).

## Linki zewnętrzne

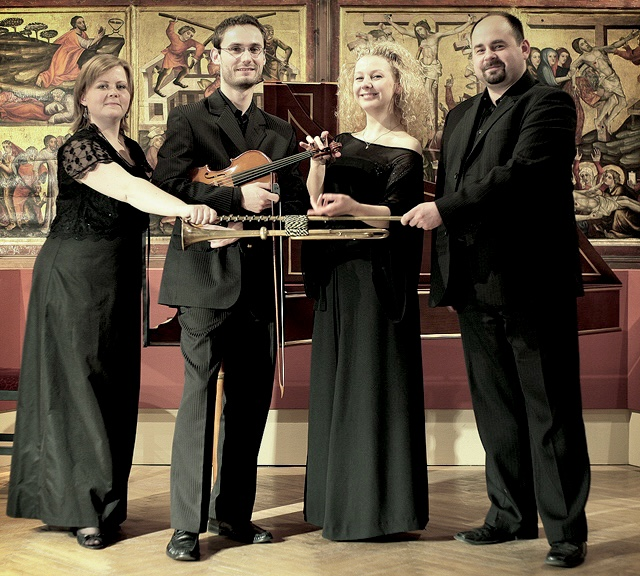
Laboratoire w Pelplinie
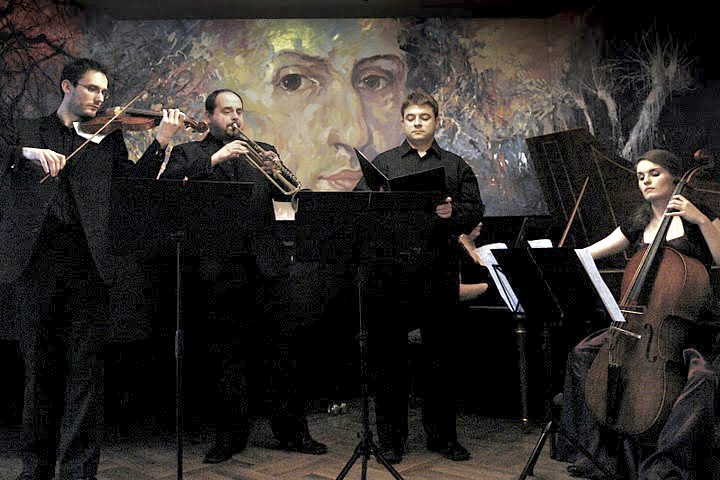
Laboratoire de la Musique podczas koncertu w Szafarni
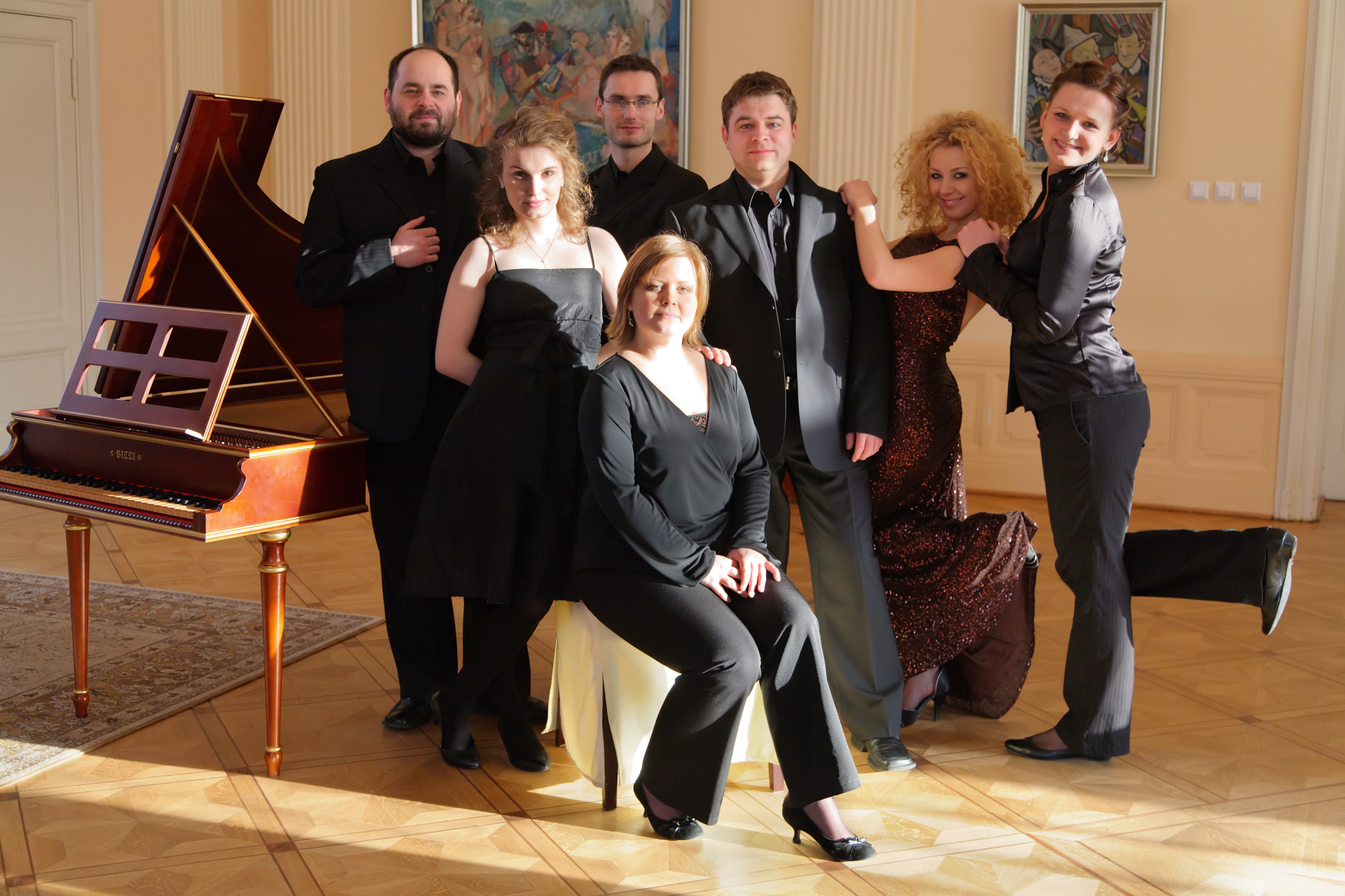
Laboratoire w Ostromecku